# Anthaxia haupti
Anthaxia haupti es una especie de escarabajo del género Anthaxia, familia Buprestidae. Fue descrita científicamente por Bílý en 1995.